# Igreja de São João de Alporão
A Igreja de São João de Alporão localiza-se em Marvila, na União de freguesias da cidade de Santarém, município e distrito de Santarém, em Portugal.
Encontra-se junto à Torre das Cabaças, em pleno centro histórico da cidade, constituindo um dos seus monumentos mais emblemáticos[carece de fontes?]. Este templo, provavelmente o melhor exemplar da arte românica na zona a sul da região das Beiras[carece de fontes?], data do século XII, tendo sido fundado pela Ordem dos Hospitalários. 
Foi profanado no século XIX, albergando actualmente o núcleo de arqueologia do Museu Municipal de Santarém. 
A Igreja de São João de Alporão encontra-se classificada como Monumento Nacional desde 1910.

## História
Nos séculos XIII e XIV, a igreja integrava um complexo monacal situado junto da porta de Alpram ou de Alporão, que se denominava Mosteiro de São João do Hospital, pelo que se pensa que uma das funções do templo junto à porta teria sido a de proteger o acesso militar à cidade pelo lado nascente e vigiar a entrada de judeus na cidade, de acordo com as regras estabelecidas entre os cristãos e aquela minoria étnica. Do primitivo conjunto conventual, restam, junto à fachada sul, alguns vestígios de um claustro e de casas de um pequeno cenóbio.
A fundação deste templo deve-se, de facto, à Ordem de São João do Hospital, cuja fixação na então vila se deu entre 1159 e 1185. O período exacto de construção da igreja é desconhecido, apesar de não restarem dúvidas de ocorreu nas últimas décadas do século XII. A campanha artística continuou para além da construção, facto que explica a forte presença de elementos característicos do estilo gótico, nomeadamente na cabeceira.
A igreja era inicialmente ladeada por uma pesada torre românica circular, que flanqueava a fachada lateral a norte e que reforçava o carácter fortificado do conjunto. Esta torre foi demolida em 1785 para permitir a passagem do coche real de D. Maria I, numa visita efectuada por esta soberana à então vila de Santarém. Com a extinção das ordens religiosas masculinas, em 1834, a igreja foi profanada e passou a servir de teatro, até que, em 1877, aqui foi instalado o Museu Distrital de Santarém, antecedente do actual núcleo museológico.

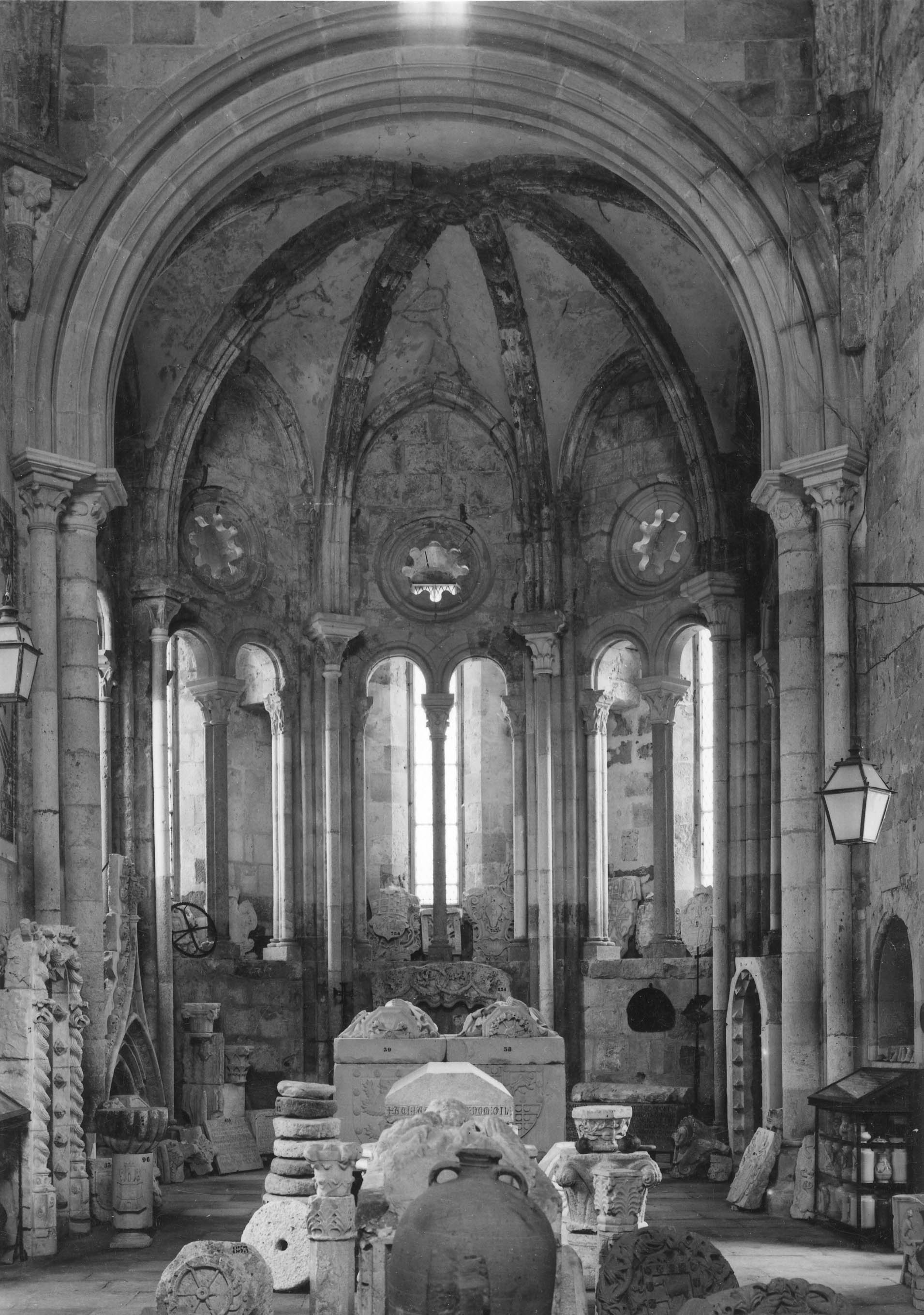
Interior da Igreja de São João de Alporão

## Características
A igreja de São João de Alporão constitui um caso único na arquitectura medieval portuguesa, constituindo um produto híbrido no qual coexistem soluções românicas e outras já nitidamente góticas, característica que confere a este templo um estatuto ímpar no panorama arquitectónico de Santarém e até do país. Da primeira linguagem arquitectónica, são representativos a estrutura maciça da nave, o carácter fortificado do conjunto, a presença de contrafortes e a feição do pórtico, com arquivoltas em arco de volta perfeita. Do estilo gótico, é característica sobretudo a cabeceira, de planta poligonal e com amplas janelas ogivais, e a galeria que se desenvolve para lá capela-mor, considerada como a primeira galeria gótica em Portugal, e que ou constitui um deambulatório primitivo, ou se destinava a acesso à torre românica que outrora ladeava a igreja.
O corpo central da frontaria é flanqueado por botaréus. O portal desenha-se dentro de um vetusto gablete de empena de bico, com cinco arquivoltas de arcaria românica reentrante, desprovidas de decoração, e é sobrepujado por uma rosácea. No flanco norte, sobre um portal gabletado, de características e proporções idênticas, corre junto à cachorrada uma bordadura de modilhões. Junto à escadaria descendente que conduz à igreja estão colocados, de ambos os lados, dois elefantes de mármore, um trabalho indo-português do século XVIII.
O interior, de uma só nave, tem abside de dupla arcaria separada por colunelos, donde irrompem as nervuras da abóbada. De facto, a cobertura da nave é em abóbada de cruzaria, com arcos de volta perfeita de tripla nervura. As fachadas norte e sul são apoiadas em seis pilastras cortadas em bisel, reforçando interiormente os contrafortes e pilastras do exterior. A cabeceira é rematada por modilhões de recorte idêntico aos de outros edifícios góticos da cidade. Os capitéis das colunas adossadas, de onde arranca o arco triunfal, apresentam variedade de motivos decorativos, predominando os floreados.
O espólio do museu é constituído por peças arqueológicas provenientes dos templos e conventos profanados ou destruídos na antiga vila. Destas peças, destacam-se várias lápides sepulcrais e mausoléus, nomeadamente o túmulo de D. Duarte de Menezes, proveniente do Convento de São Francisco, e constituído por um arcossólio de pedraria magnificamente lavrada. Sobre a tampa, encontra-se a estátua jacente, encimada por um baldaquino flamejante. A igreja alberga ainda os túmulos de João e Martim de Ocem, provenientes do já desaparecido Convento de São Domingos, e que datam da primeira metade do século XV. A arca tumular de Martim Chichorro, filho bastardo de D. Afonso III, foi transferida do Convento de Santa Clara, e é decorada nas testeiras com relevos naturalistas, com o Calvário e com uma Virgem com o Menino, abrigados sob arcos trilobados. O espólio deste museu inclui ainda capitéis árabes, fragmentos cerâmicos, portais e fragmentos de janelas, bem como diversas pedras brasonadas.